# Kurt Libesny

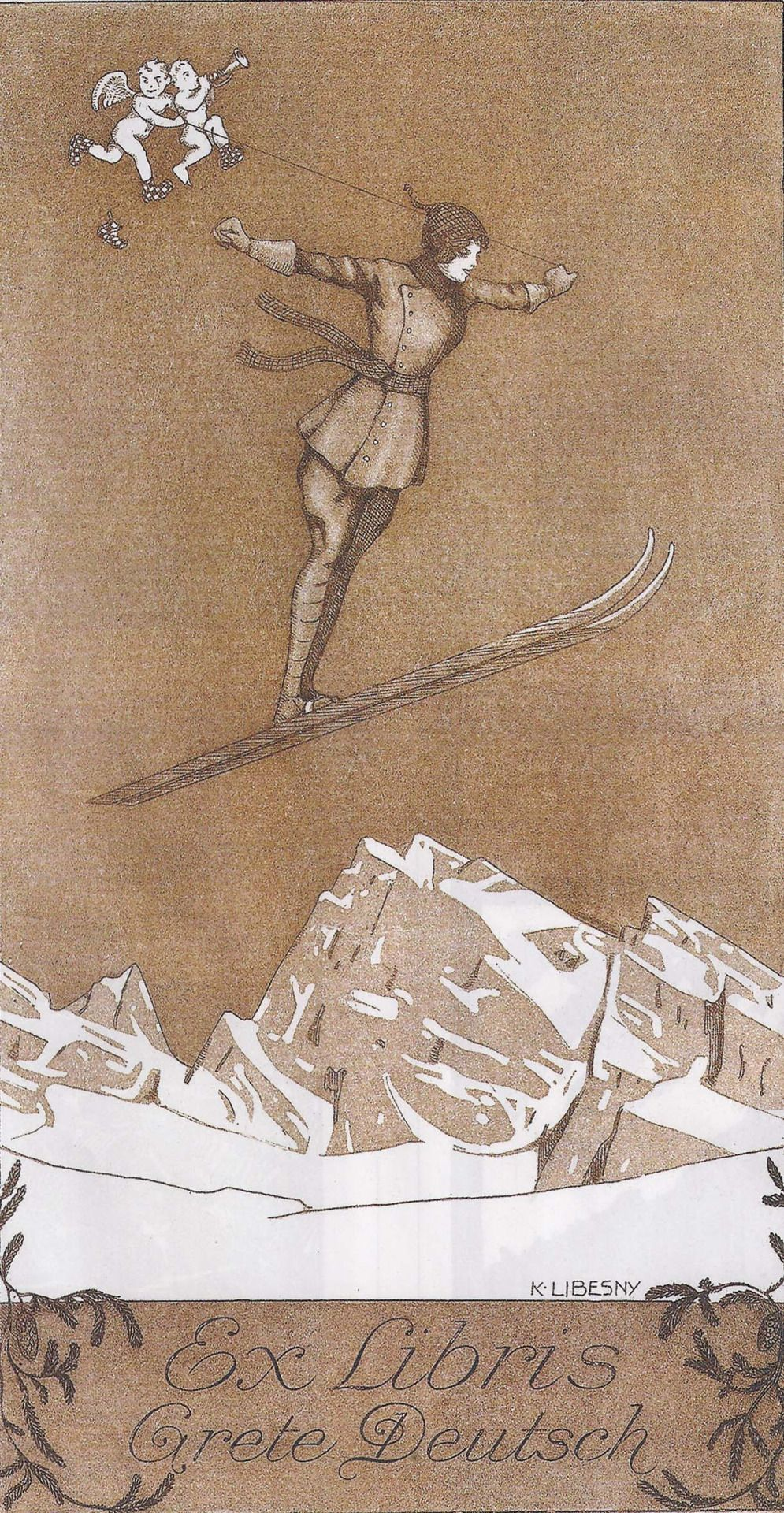
Ex Libris Grete Deutsch

Kurt Libesny (* 24. Oktober 1892 in Wien; † 1939 in den Vereinigten Staaten) war ein österreichischer Maler, Radierer, Gebrauchsgrafiker und Plakatkünstler.
Libesny studierte an der Akademie der Bildenden Künste Wien bei Siegmund L’Allemand, Rudolf Bacher und Ferdinand Schmutzer. Dank eines erhaltenen Reisestipendiums hielt er sich in Rom auf.
Libesny wurde in Wien als Maler, Radierer, Gebrauchsgrafiker und Plakatkünstler tätig. Er schuf auch viele Exlibris.
Er gründete den Bund Österreichischer Gebrauchsgraphiker, war 1927 bis 1936 dessen Präsident und später Ehrenmitglied. Er war auch als Mitglied des Wirtschaftswerberates beim Bundesministerium für Handel und Verkehr tätig.
Er wirkte auch als gerichtlicher Sachverständiger und verfasste viele Aufsätze über moderne Gebrauchsgrafik in österreichischen Fachzeitschriften.
Am Ende seines Lebens musste er Österreich verlassen und starb im Alter von 46 Jahren im Exil in den Vereinigten Staaten.